# Agrias selilarseni
Agrias selilarseni är en fjärilsart som beskrevs av Peter William Michael 1927. Agrias selilarseni ingår i släktet Agrias och familjen praktfjärilar. Inga underarter finns listade i Catalogue of Life.